# Chupaderos, Sinaloa
Chupaderos är en ort i Mexiko.   Den ligger i kommunen Concordia och delstaten Sinaloa, i den centrala delen av landet, 800 km nordväst om huvudstaden Mexico City. Chupaderos ligger 251 meter över havet och antalet invånare är 382.
Terrängen runt Chupaderos är huvudsakligen kuperad. Chupaderos ligger nere i en dal. Runt Chupaderos är det glesbefolkat, med 13 invånare per kvadratkilometer. Närmaste större samhälle är Concordia, 14,2 km sydväst om Chupaderos. I omgivningarna runt Chupaderos växer i huvudsak lövfällande lövskog.